# Prunus jamasakura
Prunus jamasakura — вид квіткових рослин із підродини мигдалевих (Amygdaloideae).
До назви «сакура» японські дендрологи зазвичай відносять види P. serrulata Lindl. , P. campanulata Maxim., P. glandulosa (Hook.) Torr. & A.Gray, P. jamasakura Siebold, P. lannesiana (Carrière) E.H.Wilson, P. sargentii Rehder, P. sieboldii Koidz., P. subhirtella Miq. та P. yedoensis Matsum.

## Біоморфологічна характеристика
Це листопадне дерево, яке може виростати у висоту 12–18 метрів. 

## Поширення, екологія
Рідним ареалом цього виду є Центральна та Південна Японія. Населяє низькі гори.

## Використання
Рослина збирається з дикої природи для місцевого використання в якості їжі. Його часто вирощують як декоративну рослину. Плоди їстівні. Квіти маринують в солі і вживають в чаї або з рисовою кашкою. З листя можна отримати зелений барвник. З плодів можна отримати барвник від темно-сірого до зеленого.

## Галерея

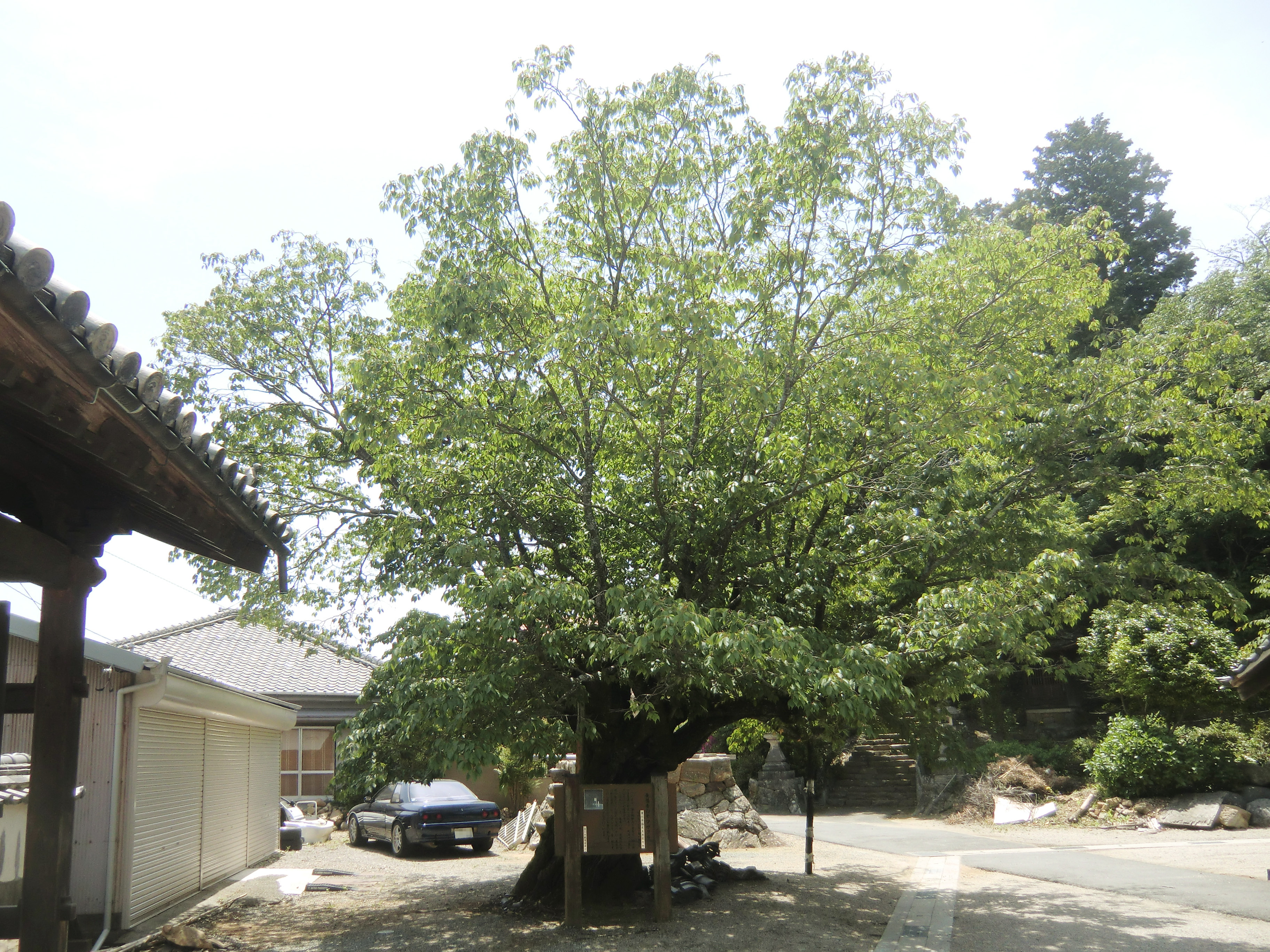
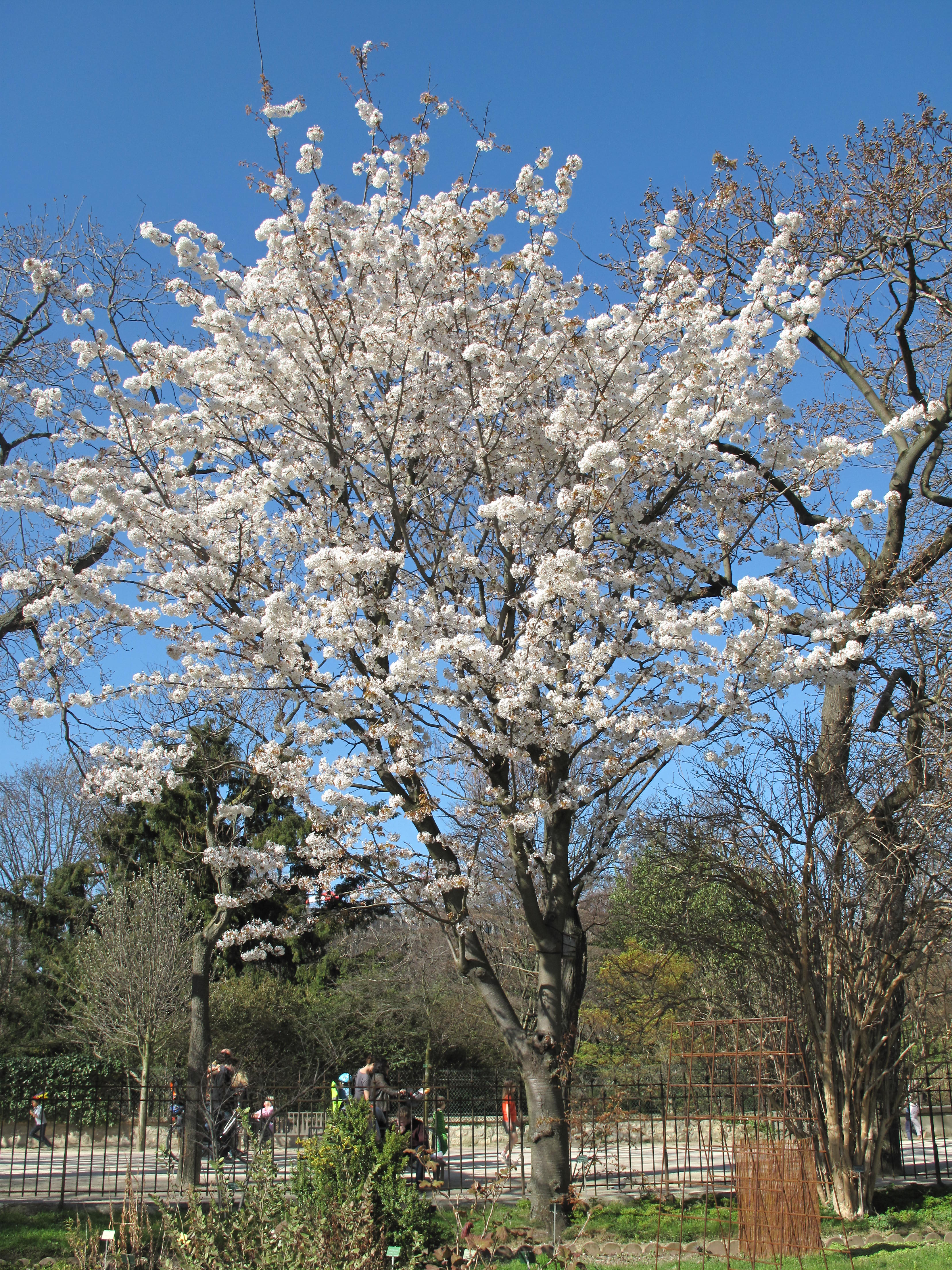
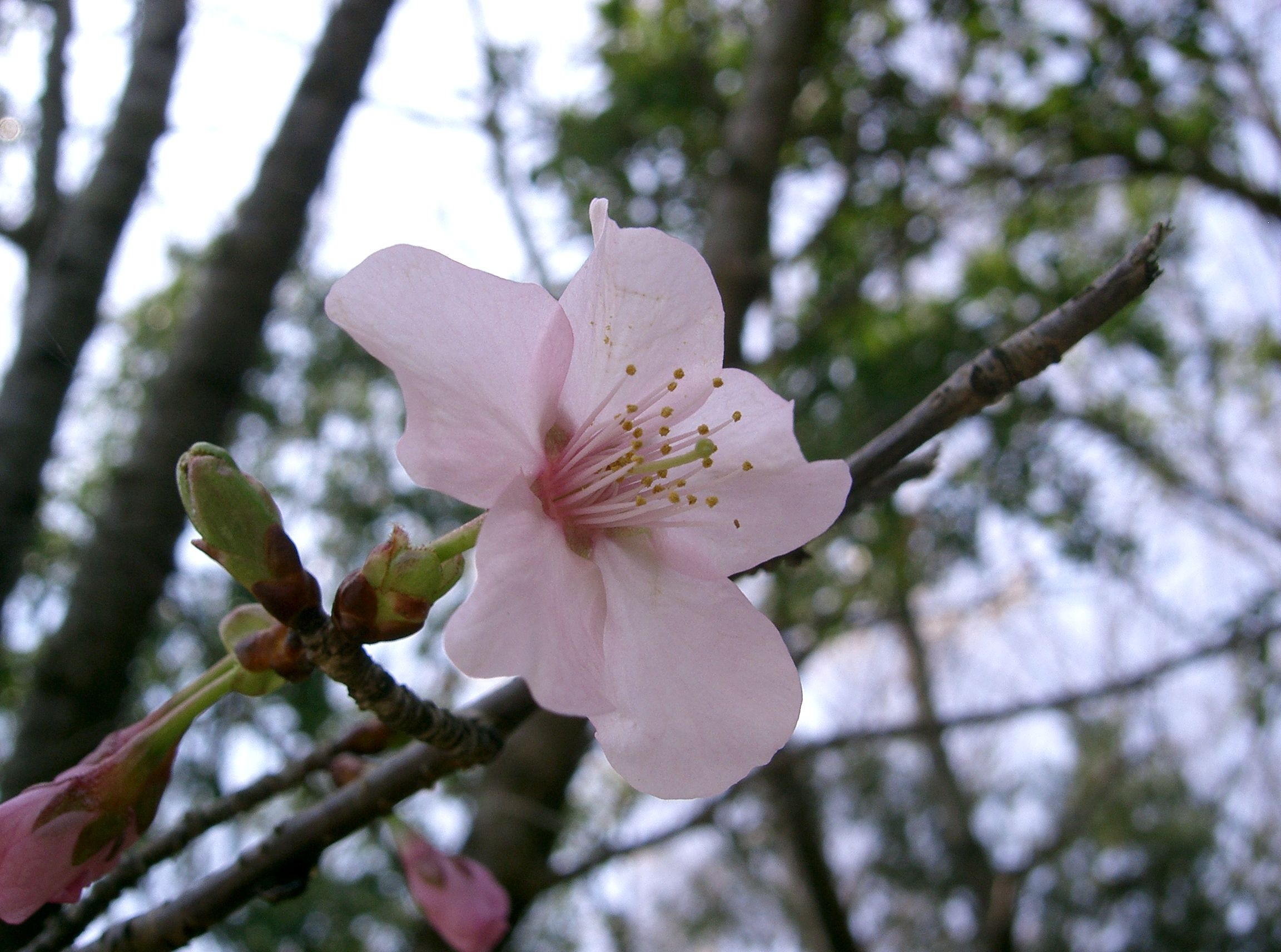
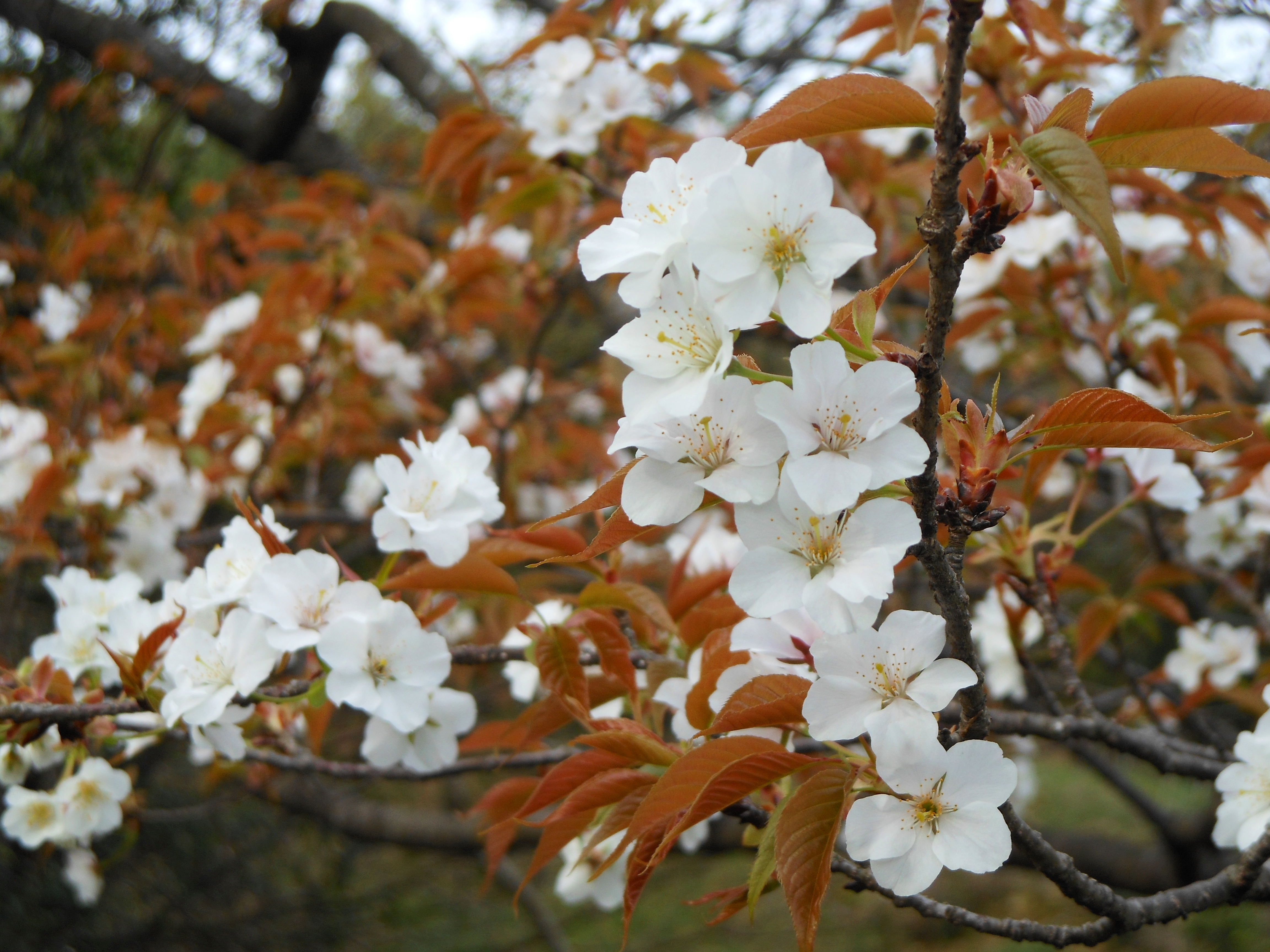
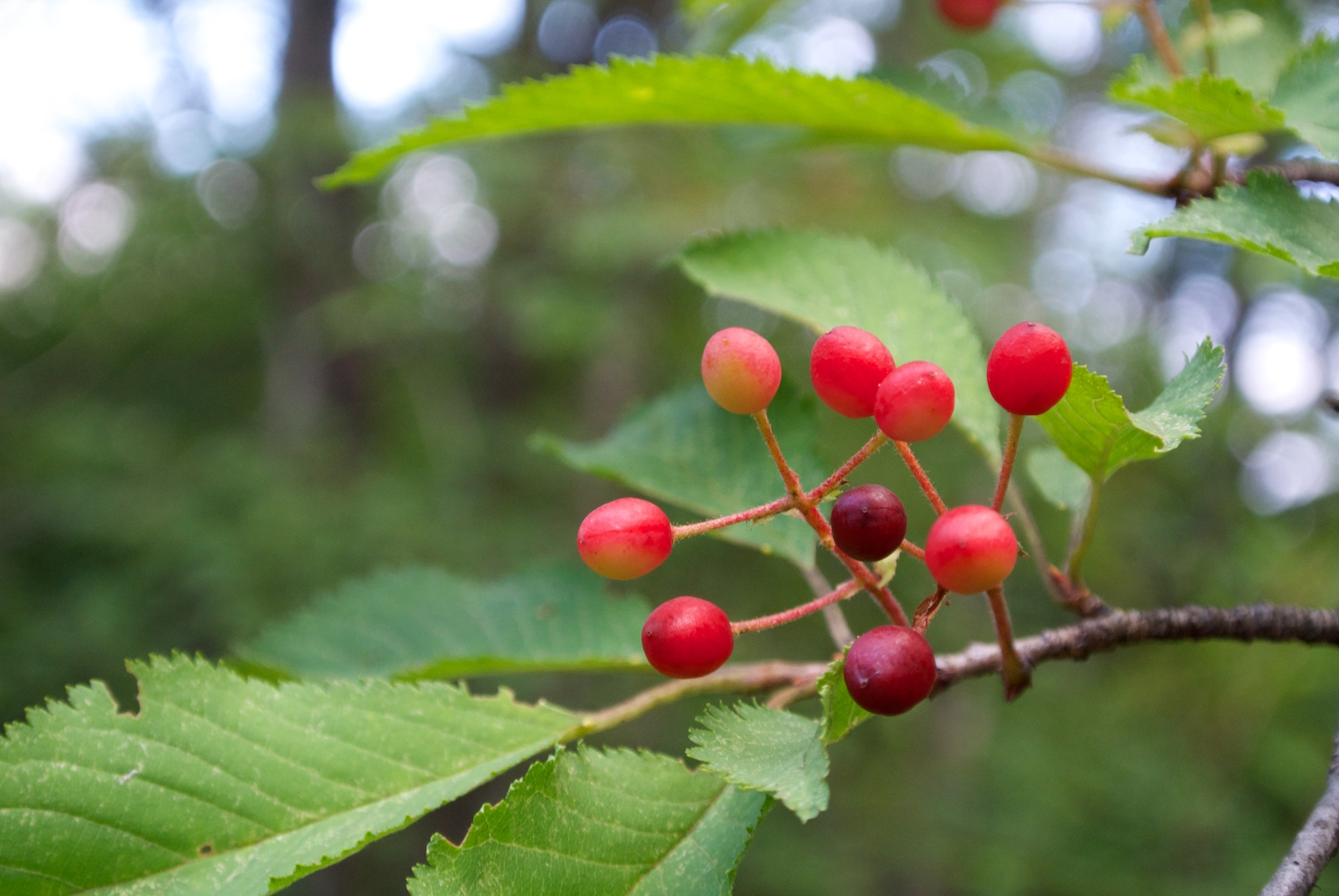